# Maciej Głuchowski
Maciej "Ślepy" Głuchowski (ur. 9 lutego 1971 w Poznaniu) – polski muzyk, perkusista.
Początkowo grał krótko w Acid Drinkers, a także m.in.  Sweet Noise (1999–2001), Armia (2003–2006), Budzy i Trupia Czaszka (2004–2006). Od 2003 roku występuje w formacji Candida. W latach 2015–2016 występował w zespole Flapjack.

## Dyskografia
- Dump - Mother of Caps (1992, Outside)
- Dump - Hypocrite Dance (1994, Outside)
- Candida - Meta (2005, CRS Records)
- Armia - Ultima Thule (2005, Metal Mind Productions)
- Budzy i Trupia Czaszka - Uwagi Józefa Baki (2004, Fronda)
- Candida - Zoom (2007, CRS Records)
- Armia - Przystanek Woodstock 2004 (2007, Złoty Melon)
- Candida - Frutti Di Mare (2012, CRS Records)